# Moses Moreno
Moses Nathaniel Moreno (Chula Vista, 5 settembre 1975) è un ex giocatore di football americano statunitense che ha giocato nel ruolo di quarterback nella National Football League (NFL). Al college giocò a football all'Università statale del Colorado

## Carriera
Moreno fu scelto nel corso del settimo giro del Draft NFL 1998, con cui disputò una gara come titolare nella sua stagione da rookie. Nella successiva passò ai San Diego Chargers. Nella stagione 2000, Moreno sostituì un inefficace Ryan Leaf contro i Kansas City Chiefs e i Miami Dolphins, completando 27 passaggi su 53 per 241 yard e subendo due intercetti. Il 15 ottobre 2000 fu messo in panchina dopo avere perso due fumble su tre giocate contro i Buffalo Bills. Il 5 novembre, tuttavia, guidò un drive da Moreno da 73 yard che portò San Diego a segnare il field goal del vantaggio contro i Seattle Seahawks. Questi però rimontarono e vinsero 17-15.  Il 19 maggio 2001, Moreno fu svincolato dai Chargers.

## Statistiche
| Yard passate  | 485  |
| Touchdown     | 1    |
| Intercetti    | 2    |
| Passer rating | 58,1 |